# 神奈川県道14号鶴見溝ノ口線
神奈川県道14号鶴見溝ノ口線（かながわけんどう14ごう つるみみぞのくちせん）とは、横浜市鶴見区と川崎市高津区を結ぶ主要地方道である。

## 概要
- 起点：横浜市鶴見区鶴見中央（鶴見警察署前交差点）
- 終点：川崎市高津区溝口（高津交差点）

### 通称
- 尻手黒川道路（末吉橋交差点-東橘中学校前）
- 市民プラザ通り（東橘中学校前交差点-橘交差点）
- 大山道（片町交差点-高津交差点）

横浜市鶴見区内の通称・末吉大通りは横浜市道下末吉第161号線、市道末吉橋第121号線で、県道14号線ではない。県道14号は三角交差点から佃野商店街へ入り、国道1号線を横切り末吉小学校前の狭いバス通りとなる。末吉橋付近で環状2号線と重複する。

## 地理

### 通過する自治体
- 神奈川県
  - 横浜市（鶴見区）
  - 川崎市（幸区-中原区-高津区）

### 交差する道路
- 国道15号/第一京浜（鶴見警察署前交差点）
- 国道1号/第二京浜（宮ノ下交差点）
- 神奈川県道140号川崎町田線・環状2号線（上末吉交差点）
- 神奈川県道140号川崎町田線（末吉橋交差点）
- 神奈川県道111号大田神奈川線（越路（こしじ）交差点）
- 神奈川県道111号大田神奈川線（矢上交差点）
- 神奈川県道2号東京丸子横浜線（木月四丁目交差点）
- 尻手黒川道路（東橘中学校前交差点）
- 川崎市道宮内新横浜線
- 神奈川県道106号子母口綱島線（子母口交差点）
- 神奈川県道45号丸子中山茅ヶ崎線（千年（ちとせ）交差点）
- 川崎市道子母口宿河原線/市民プラザ通り（橘交差点）
- 川崎市道二子千年線（橘中学校前交差点）
- 第三京浜道路（接続なし）
- 南武沿線道路（栄橋交差点）
- 国道409号/府中街道（高津交差点）

## 周辺施設
- 鶴見区役所
- 鶴見警察署
- JR鶴見駅
- クロスガーデン川崎
- 川崎市立看護短期大学
- 夢見ヶ崎動物公園
- 洗足学園音楽大学
- 東急田園都市線/溝の口駅
- JR南武線/JR武蔵溝ノ口駅
- 高津区役所
- 帝京大学溝口病院

## その他

### 木月逆立体交差化工事
- 2006年（平成18年）9月23日まで、本道路と交差する東急東横線は木月四丁目交差点付近で高架橋「木月陸橋」で東横線の上を通過する立体交差を行っていた。これに対し、東急東横線の高架化工事の進捗に伴って、本道路と東横線の位置を入れ替える、いわゆる逆立体交差化工事が行われた。そのため2006年（平成18年）9月24日より本道路が地上を走り東横線が高架橋を通過するようになっている。
  - この切替工事に伴い、2006年9月23日午後10時 - 翌朝午前6時まで、木月四丁目交差点 - 木月天王森交差点間が通行止めとなった。